# Eryk Rosin
Eryk Rosin, ps. „Wróbel” (ur. 31 lipca 1911 w Koninie, zm. 16 października 2003 tamże) – polski farmaceuta, nauczyciel i działacz społeczny.  

## Życiorys
W 1931 roku zdał maturę w jednej z konińskich szkół średnich, następnie otrzymał tytuł magistra na Wydziale Farmacji Uniwersytetu Poznańskiego. Następnie rozpoczął pracę w Wolbromiu, skąd później przeniósł się do Koła. 
Podczas II wojny światowej pracował w aptekach w Kole, Koninie i Chełmnie, potem przeniósł się do Warszawy, gdzie mieszkał na ulicy Grójeckiej. Od 1939 roku działał w konspiracji niepodległościowej, m.in. w Okręgu Warszawa Armii Krajowej, w batalionie „Dzik” WSOP. W stopniu plutonowego podchorążego brał udział w powstaniu warszawskim, przeszedł szlak bojowy od Czerniakowa do Mokotowa. Po upadku powstania dostał się do niewoli niemieckiej.
Od czerwca 1945 roku do sierpnia 1947 roku służył w Polskich Siłach Zbrojnych, w charakterze oficera ds. sanitarnych w 1 Dywizji Pancernej. Od 1946 roku działał w Polskim Czerwonym Krzyżu, organizując transporty leków, wyposażenia, sprzętu i materiałów szpitalnych do Polski. Po powrocie do kraju zaangażował się w działalność PCK w Koninie, od 1948 roku pełnił funkcję wiceprezesa Zarządu Powiatowego PCK w Koninie. W 1950 roku został wybrany prezesem Zarządu Powiatowego i funkcję tę pełnił do 1975 roku. Jednocześnie pracował jako nauczyciel chemii w I Liceum Ogólnokształcącym w Koninie i kierownik apteki.
W latach 50. XX wieku przez dwie kadencji był radnym Miejskiej Rady Narodowej. W latach 1951–1953 pełnił funkcję kierownika Stacji Pogotowia Ratunkowego w Koninie, a w latach 1957–1961 przewodniczącego Społecznego Komitetu Pogotowia Ratunkowego. W latach 1953–1981 był kierownikiem Apteki PKP w Koninie. W 1975 roku został wybrany na prezesa Zarządu Wojewódzkiego PCK w Koninie i funkcję tę pełnił do 1984 roku, następnie został prezesem honorowym tego zarządu. W latach 1975–1981 był także przewodniczącym Komisji Rewizyjnej ZBoWiDu w Koninie.
Zmarł 16 października 2003 roku w Koninie, 6 dni później został pochowany w grobowcu rodzinnym na cmentarzu parafialnym w Koninie.

## Odznaczenia, wyróżnienia i nagrody
Został odznaczony następującymi odznaczeniami:
- Krzyż Kawalerski Orderu Odrodzenia Polski
- Srebrny Krzyż Zasługi
- Krzyż Partyzancki
- Krzyż Armii Krajowej
- Warszawski Krzyż Powstańczy
- Medal Zwycięstwa i Wolności 1945
- Medal za Warszawę 1939–1945
- Medal „Za Zasługi dla Pożarnictwa”
- Odznaka „Za zasługi w zwalczaniu powodzi”
- Odznaka „Za Zasługi dla Miasta Konina”
- Odznaka „Za zasługi dla województwa konińskiego”.
- Odznaka honorowa „Za Zasługi w Rozwoju Województwa Poznańskiego”
- Odznaka honorowa „Za wzorową pracę w służbie zdrowia”
- Krzyż Kawalerski Mérite International du Sang (1996)
- Odznaka Honorowa Polskiego Czerwonego Krzyża I, II, III i IV stopnia
- Kryształowe Serce

W 1984 roku Zarząd Główny PCK nadał mu tytuł Honorowego Członka Polskiego Czerwonego Krzyża. Poza tym w 1988 roku został także uhonorowany wpisem do „Księgi Zasłużonych dla Miasta Konina”, a krótko po II wojnie światowej także dyplomem delegatury PCK na strefę brytyjską, który otrzymał za zorganizowanie powrotu do kraju zrabowanego sprzętu ze szpitala w Chorzowie.
W 2010 roku został upamiętniony dębem posadzonym na 90–lecie PCK w Koninie.